# Фрике, Рон
Рон Фри́ке (англ. Ron Fricke) — американский кинорежиссёр, сценарист, кинооператор и монтажёр, работающий в жанре неигрового кино.
Киноязык режиссёра отличает планетарная масштабность, частое применение замедленной съёмки и использование видового образного ряда в качестве художественного приёма для создания особой атмосферы, настраивающей зрителя на философское осмысление происходящего на экране.

На съёмках своей четвёртой картины «Самсара», маэстро сформулировал это так:
Я чувствую, как моё видение эволюционирует вместе с моими картинами, начиная от «Койяанискаци» через «Хронос» и «Бараку». Как технически, так и философски я готов всё глубже погружаться в свою любимую тему: взаимоотношения человечества и вечности.

Режиссёр специализируется на широком формате, предпочитая снимать на 70-мм плёнку, используя кинематографические системы «Todd-AO» (применялась при съёмках «Бараки») и «PANAVISION SUPER 70» (применялась при съёмках «Самсары»), а также самостоятельно сконструированный цейтрафер.

## Фильмография
| Год  | Фильм                  | Участвовал в качестве | Участвовал в качестве | Участвовал в качестве | Участвовал в качестве | Участвовал в качестве |
| Год  | Фильм                  | Режиссёр              | Сценарист             | Оператор              | Монтажёр              | Продюсер              |
| ---- | ---------------------- | --------------------- | --------------------- | --------------------- | --------------------- | --------------------- |
| 1982 | «Койяанискаци»         |                       | Да                    | Да                    | Да                    |                       |
| 1983 | «Atomic Artist»        |                       |                       | Да                    |                       |                       |
| 1985 | «Хронос (фильм, 1985)» | Да                    |                       | Да                    | Да                    | Да                    |
| 1986 | «Sacred Site»          | Да                    |                       | Да                    |                       |                       |
| 1992 | «Барака»               | Да                    | Да                    | Да                    | Да                    |                       |
| 2011 | «Самсара»              | Да                    | Да                    | Да                    | Да                    |                       |
| 2013 | «Journey of Hanuman»   |                       |                       | Да                    |                       |                       |

## Факты
- Съёмки фильма «Барака» длились 14 месяцев (всё производство заняло 2,5 года), в ходе которых съёмочная группа посетила 25 стран на 6 континентах[5].
- Ленту «Самсара» режиссёр снимал 5 лет. За это время были отсняты сотни локаций в 25 странах[1]. Вот некоторые из них: Ангола, Бразилия, Гана, Гонконг, Дания, Египет, Индия, Индонезия, Израиль/Палестина, Италия, Иордания, Китай, Мали, Мьянма, Намибия, ОАЭ, США, Саудовская Аравия, Таиланд, Турция, Филиппины, Франция, Эфиопия, Южная Корея и Япония.
- Рон Фрике успел посотрудничать с Фрэнсисом Фордом Копполой, выступив в роли режиссера второго плана во время подготовки к съёмкам фильма «Мегалополис», для которого он снял около 30 часов разных панорам и планов Нью-Йорка, от которых впоследствии пришлось отказаться из-за событий 11 сентября. Также Рон сотрудничал со студией «Lucasfilm», где исполнял обязанности режиссёра второго плана[англ.] в проекте «Звёздные войны. Эпизод 3: Месть Ситхов»[2]. Так, снятые им кадры извержения сицилийского вулкана Этна стали той частью саги, что связана с планетой Мустафар[6].